# Хао Байлін
Хао Байлін або Хао Болін (кит.: 郝柏林, нар. 26 червня 1934, Пекін — пом. 7 березня 2018, там само) — китайський фізик-теоретик, академік Китайської академії наук і професор Фуданського університету.

## Біографія
Хао Байлін народився 26 червня 1934 року в Пекіні.
Він закінчив Пекінський російський інститут у 1954 році, а потім поїхав до Харкова і вивчав гірничу справу в Харківському інженерно-економічному інституті. У 1956 році він перевівся на фізико-математичний факультет Харківського державного університету, і через три роки закінчив цей університет, здобувши ступінь бакалавра.
Потім він вступив до Інституту фізики Китайської академії наук як стажер-дослідник. У 1959 році він вступив до Московського державного університету та Академії наук СРСР для подальшого вивчення фізики.
Хао Байлін мав наміри стати аспірантом у Лева Ландау, але Ландау травмувався під час дорожньо-транспортної пригоди у 1962 році, і він повернувся до Китаю без захисту кандидатської дисертації.
Він продовжував свою роботу в Китайській академії наук до початку Культурної революції в Китаї. Протягом 1960-х років він брав участь у проєкті «Завдання 1019» для китайських військових.
У 1980 році Хао Байлін був обраний академіком Китайської академії наук. Згодом Хао брав участь у міждисциплінарних дослідницьких програмах, а також займався секвенуванням ДНК з 1997 року

## Особисте життя
У Хао було троє братів і сестер. Їх батько, Цзіншен, був ботаніком, через що Байлін був названий на честь поширеного у Китаї дерева Cupressus funebris або плакучий кипарис.
Хао зустрів у Харкові іншу китайську студентку Чжан Шую з провінції Цзянсі. Вони одружилися наприкінці 1950-х років і у шлюбі народили двох дітей.

## Смерть
Хао Байлін помер 7 березня 2018 року у Пекіні у віці 83 років.